# Football Club Hedera Millen
Dernière mise à jour : 1er juin 2019.
Le Football Club Hedera Millen est un ancien club de football belge, basé dans l'entité de Millen, dans la commune de Riemst, en province de Limbourg. Le club, fondé en 1953, disparaît en 2006 dans une fusion avec le KSK Tongres. Il portait le matricule 5708.

## Histoire
Le club est fondé le 11 novembre 1953 sous l'appellation Football Club Hedra Herderen, dans la localité d'Herderen. Il s'affilie dans la foulée à l'URBSFA et reçoit le matricule 5708. 
Après quatre ans d'existence le club prend la dénomination de Herderen Hedra à partir du 10 avril 1957. C'est avec ce nom que le cercle la Promotion, quatrième et dernier niveau national, en 1981. Il y passe deux saisons avant de retourner vers les séries provinciales.
Le nom "Hedra Herderen" existe de 1927 à 1931 par un club porteur du matricule 1079 et radié par l'URBSFA. Celle-ci estima que la radiation étant vieille de plus de 25 ans, il ne pouvait s'agir que' d'un autre club et pas d'une continuation de l'ancienne entité. Celle-ci choisit d'inverser la position des termes en plaçant le mot "Hedra" derrière celui de la localité.
En 2000, il fusionne avec le K. VV Millen, un club de l'entité voisine de Millen, porteur du matricule 2617. Le club fusionné conserve le matricule d'Herderen, et prend le nom de Football Club Hedera Millen. Trois ans plus tard, le club revient en Promotion. Il termine vice-champion les deux premières saisons, mais est ensuite éliminé à chaque fois au premier tour du tour final pour la montée. La troisième saison est la dernière du club, qui termine avant-dernier et relégué.
Le club ne redescend pas en provinciales car il est englobé (pas de fusion officielle) par le K. SK Tongeren, qui évolue alors en Division 3. 
Début de l'année 2007, le matricule 5708 est radié par la fédération, alors qu'un nouveau club appelé FC Herderen a été affilié sous le matricule 9494. En 2011, ce cercle prend la dénomination de FC Herderen-Millen.

## Autres repères historiques
- 1927 : 14/09/1927, affiliation de HEDRA HERDEREN à l'URBSFA qui lui attribue le matricule 1079.
- 1931 : 21/02/1932, HEDRA HERDEREN (1079) est radié des registres de l'URBSFA.

- 1938 : 09/04/1938, fondation de MILLEN VOETBAL VERENIGING qui le 07/05/1938 s'affilie à l'URBSFA et reçoit le matricule 2617.
- 1953 : 11/11/1953, fondation de FOOTBALL CLUB HERDEREN.
- 1954 : 27/02/1954, FOOTBALL CLUB HERDEREN s'affilie à l'URBSFA comme "club débutant" et reçoit le matricule 5708.
- 1955 : 16/06/1955, FOOTBALL CLUB HERDEREN (5708) a désormais le statut de "club effectif".
- 1957 : 10/04/1957, FOOTBALL CLUB HERDEREN (5708) devient HERDEREN HEDRA (5708) avec l'accord du Comité Exécutif de la fédération.
- 1988 : 27/01/1988, reconnue "Société Royale" MILLEN VOETBAL VERENIGING (2617) devient KONINKLIJKE MILLEN VOETBAL VERENIGING (2617).
- 2000 : 01/07/2000, HERDEREN HEDRA (5708) fusionne ave KONINKLIJKE MILLEN VOETBAL VERENIGING (2617) pour former FOOTBALL CLUB HEDERA MILLEN (5708) - le matricule 2617 est démissionné à la même date.
- 2006 : 01/07/2006, FOOTBALL CLUB HEDERA MILLEN (5708) est absorbé par le KONINKLIJKE SPORTKLUB TONGEREN (54), mais aucune fusion n'est officiellement enregistrée. Le matricule 54 fait suage d'une appellation adaptée, mais  sa dénomination officielle reste "K. SK Tongeren" (54).
- 2007 : 23/02/2007, FOOTBALL CLUB HEDERA MILLEN (5708) est radié des registres de l'URBSFA.

- 2006 : 01/06/2006, fondation de FOOTBALL CLUB HERDEREN qui s'affilie à l'URBSFA et se voit attribuer le matricule 9494.
- 2011 : 01/07/2011, FOOTBALL CLUB HERDEREN (9494) change son appellation et devient FOOTBALL CLUB HERDEREN-MILLEN (9494).

## Résultats dans les séries nationales
Statistiques clôturées : club disparu

### Bilan
| Niv | Divisions    | Jouées | Titres | TM Up | TM Down |
| --- | ------------ | ------ | ------ | ----- | ------- |
| I   | 1e nationale | 0      | 0      |       |         |
| II  | 2e nationale | 0      | 0      |       |         |
| III | 3e nationale | 0      | 0      |       |         |
| IV  | 4e nationale | 5      | 0      | 2     |         |
|     |              |        |        |       |         |
|     | TOTAUX       | 5      | 0      | 2     |         |

- TM Up= test-match pour départager des égalités, ou toutes formes de Barrages ou de Tour final pour une montée éventuelle.
- TM Down= test-match pour départager des égalités, ou toutes formes de Barrages ou de Tour final pour le maintien.

### Saisons
| Ordre | Saison  | Nom du club                | Niveau                      | Classement final | Remarques           |
| ----- | ------- | -------------------------- | --------------------------- | ---------------- | ------------------- |
| 1     | 1981-82 | Herderen Hedra             | Promotion série C           | 12e/16           |                     |
| 2     | 1982-83 | Herderen Hedra             | Promotion série D           | 15e/16           | Relégué !           |
|       |         |                            |                             |                  | séries provinciales |
| 3     | 2003-04 | FC Hedera Millen           | Promotion série C           | 2e/16            | Tour final          |
| 4     | 2004-05 | FC Hedera Millen           | Promotion série C           | 2e/16            | Tour final          |
| 5     | 2005-06 | FC Hedera Millen           | Promotion série C           | 15e/16           | Relégué !           |
|       | 2006    | absorbé par K. SK Tongeren | Le matricule 5708 disparaît |                  |                     |